# جاك بوريل
جاك بوريل (بالفرنسية: Jacques Borel)‏ هو صحفي وكاتب فرنسي، ولد في 17 ديسمبر 1925 في سان جودان في فرنسا، وتوفي في 25 سبتمبر 2002 في فيلجويف في فرنسا.

## وصلات خارجية
- جاك بوريل على موقع الموسوعة البريطانية (الإنجليزية)